# Розсказово (Кочкуровський район)
Розска́зово (рос. Рассказово, ерз. Рассказово) — селище у складі Кочкуровського району Мордовії, Росія. Входить до складу Семілейського сільського поселення.

## Населення
Населення — 169 осіб (2010; 160 у 2002).
Національний склад (станом на 2002 рік):
- ерзяни — 79 %